# 彭青 (德国)
彭青是德国巴伐利亚州的一个市镇。总面积33.81平方公里，总人口3609人，其中男性1871人，女性1738人（2011年12月31日），人口密度107人/平方公里。